# Port Maria
Puerto María (en inglés "Port Maria") es una pequeña ciudad que se encuentra localizada en la costa norte de Jamaica. Es la ciudad capital de la parroquia de Saint Mary, ubicada en el condado de Middlesex. 

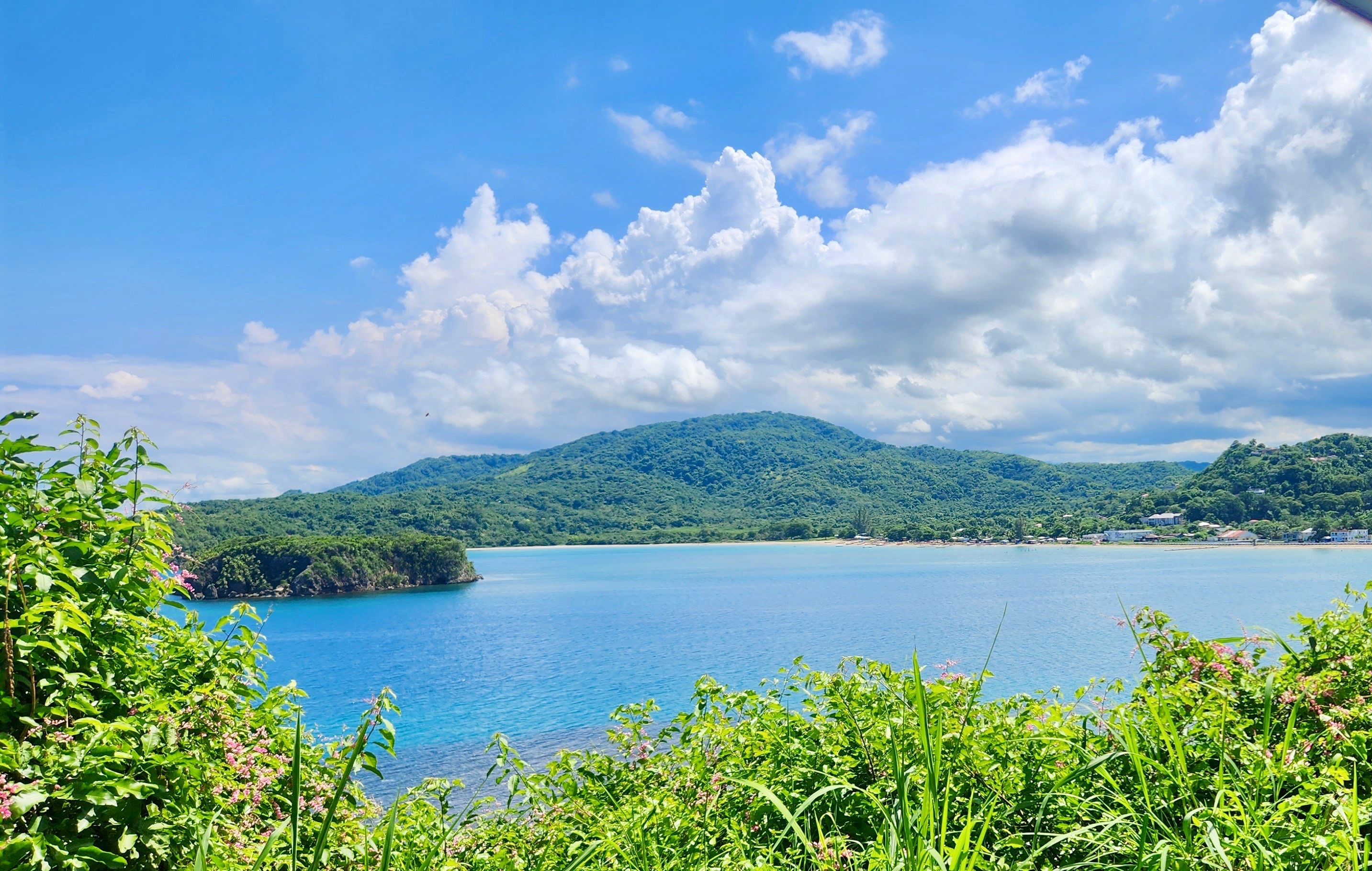
El puerto y la isla Cabarita.

Puerto María fue la segunda ciudad, después de Sevilla la Nueva, fundada por los españoles en la isla. Su nombre original fue Melilla, en honor de la ciudad española de Melilla ubicada en la costa de Berbería. Más tarde, como una corrupción inglesa de Melilla a María, pasó a denominarse Puerto María y Puerto Santa María.
Las ruinas del Fuerte Haldane, construido en 1759, dominan la ciudad, que también tiene un Palacio de Justicia que fue fundado en el año 1820 y una iglesia parroquial anglicana que existe desde 1861. Cerca de la iglesia se encuentra un monumento llamado Tacky Monument en memoria de la rebelión de los esclavos (la Rebelión de Pascua) en 1760 dirigida por Tacky.
La ciudad también cuenta con una playa, una isla (isla Carbarita) y una hermosa costa sinuosa.
Port Maria es el lugar de nacimiento de la modelo de Sports Illustrated Georgianna Robertson.

## Población
La población de esta ciudad jamaiquina se encuentra compuesta por un total de siete mil setecientas trece personas, según las cifras que arrojaron el censo llevado a cabo en el año 2010.